# Karel Absolon
Pour les articles homonymes, voir Absolon (homonymie).
Karel Absolon, né le 16 juin 1877 à Boskowitz (Margraviat de Moravie) et mort le 6 octobre 1960 à Brno (Tchécoslovaquie), est un préhistorien, géographe et spéléologue tchécoslovaque.

## Une formation scientifique
Karel Absolon est le petit-fils du scientifique Jindřich Wankel (1821-1897) et le fils du médecin Vilibald Absolon (1843-1882). Il se marie en secondes noces à Valeria Absolon, née Minkusziewiczová (1895-1987), qui s'intéresse à l'art paléontologique. À Brno, il fréquente le lycée humaniste et à partir de 1899, puis il étudie la zoologie et la géographie à l'Université Charles de Prague. En 1907, il est diplômé de géographie et spécialisé dans la paléoanthropo-géographie et la zoogéographie. De 1908 à 1938, il est conservateur du département de zoologie du Musée de Moravie de Brno. En 1927, il est nommé professeur de paléoanthropologie et zoogéographie à l'Université Charles de Prague. Il contribue à enrichir les collections du musée de fossiles humains et fonde ensuite le Pavillon Anthropos à Brno en 1928. Après 1945, il enseigne brièvement à l'Université de Bratislava (Slovaquie).

## Le spéléologue
Karel Absolon s'intéresse à la faune des grottes, notamment aux insectes (collemboles, etc.), et s'oriente très vite vers la spéléologie. Au cours de ses études universitaire de Prague, il explore les grottes du karst morave. Son nom est associé à d'importantes découvertes comme les grottes de Macocha en 1914 et de Punkva en 1933. D'autres recherches le conduisent dans les grottes de Sloup-Šoškavka et de Kateřinská, puis il publie ses résultats dans sa monographie en plusieurs volumes Moravský kras (1905-11 ; nouvelle édition en deux parties, 1970).
Il s'intéresse également à la géographie des Balkans et aux rivières souterraines d'Herzégovine et de Dalmatie, notamment celles de la Trebišnjica, de l'Ombla et de la Buna, ainsi qu'à des lacs temporaires (Cerkniško jezero) et à la Reka en Slovénie.
De 1908 à 1922, il effectue neuf expéditions dans les régions de l'ex-Yougoslavie et contribue activement à l'inventaire de la faune des grottes des Balkans. De nombreuses espèces animales nouvelles sont décrites.
Ses voyages de recherche l'ont conduit en Afrique du Nord et à travers l'Europe, notamment en Angleterre et en France, où il fait du géographe Emmanuel de Martonne (1873-1955) son modèle, et enfin en Autriche en 1936.
Le Professeur Absolon était membre de nombreuses associations scientifiques nationales et internationales.

## Un massif de prédilection: le Krivosié
Entre 1901 et 1933, Karel Absolon voyage à travers les Balkans, notamment en Herzégovine et au Monténégro. De 1913 à 1920, il visite et décrit les cavités qu'il explore pour en dresser l'inventaire de leur faune. Avec Lucijan Matulic (1850-1917) de Trebinje (Herzégovine), il s'intéresse aux cavités de la région de Crkvice (en) (Kotor, Monténégro). En 1913, puis l'année suivante, les deux hommes passent plusieurs mois sur le Krivosié (en) (massif de l'Orjen).
Après le décès de Matulic, Karel Absolon trouve un soutien chez Jaroslav Mat'Cha (1879-1925), un Tchèque officier dans l'armée austro-hongroise et affecté à la forteresse de Crkvice. Absolon peut alors piéger des insectes cavernicoles dans des cavités au profil plus vertical, comme le gouffre de la Grenade.

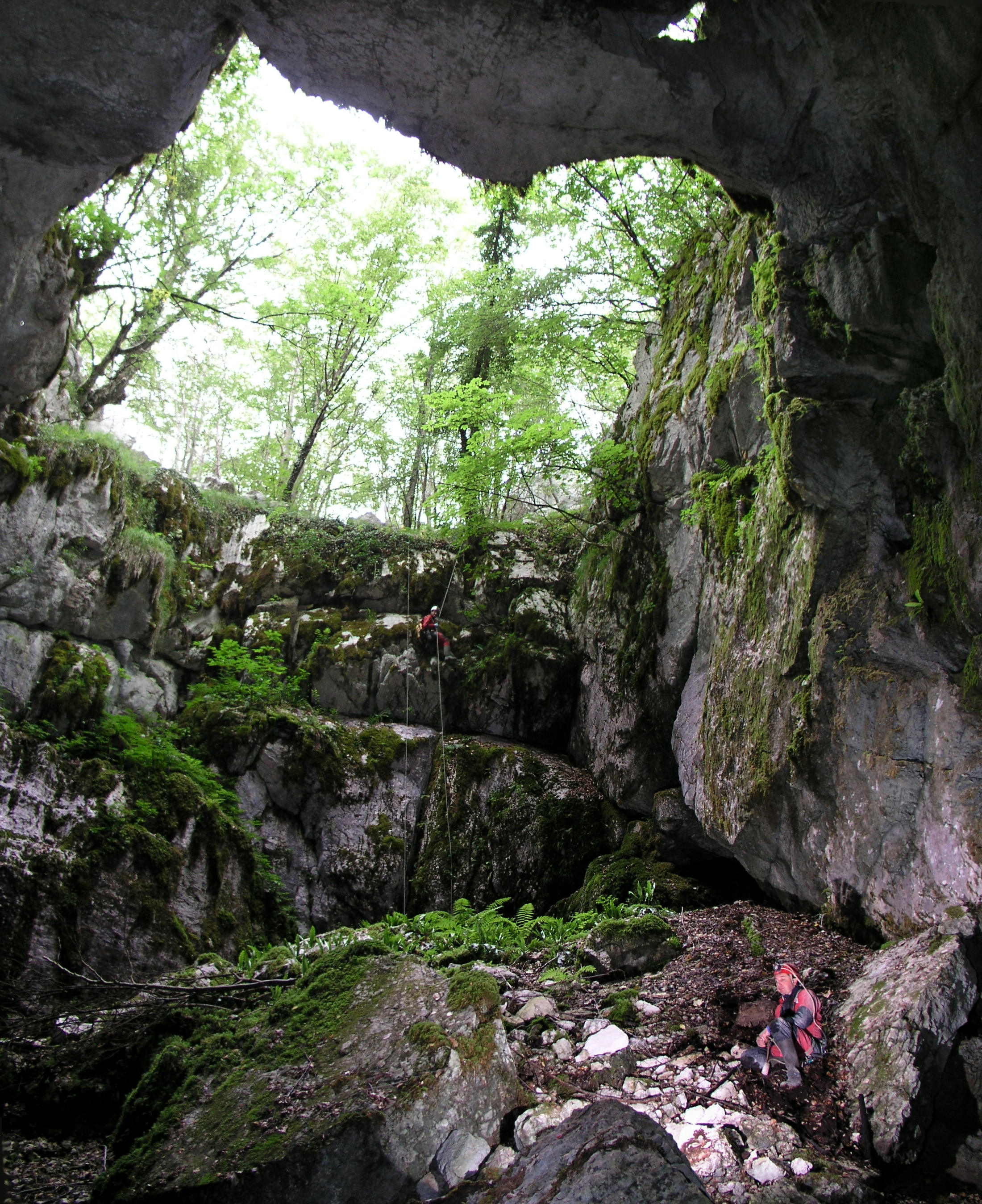
Le gouffre de la Grenade, près de la place forte de Crkvice.
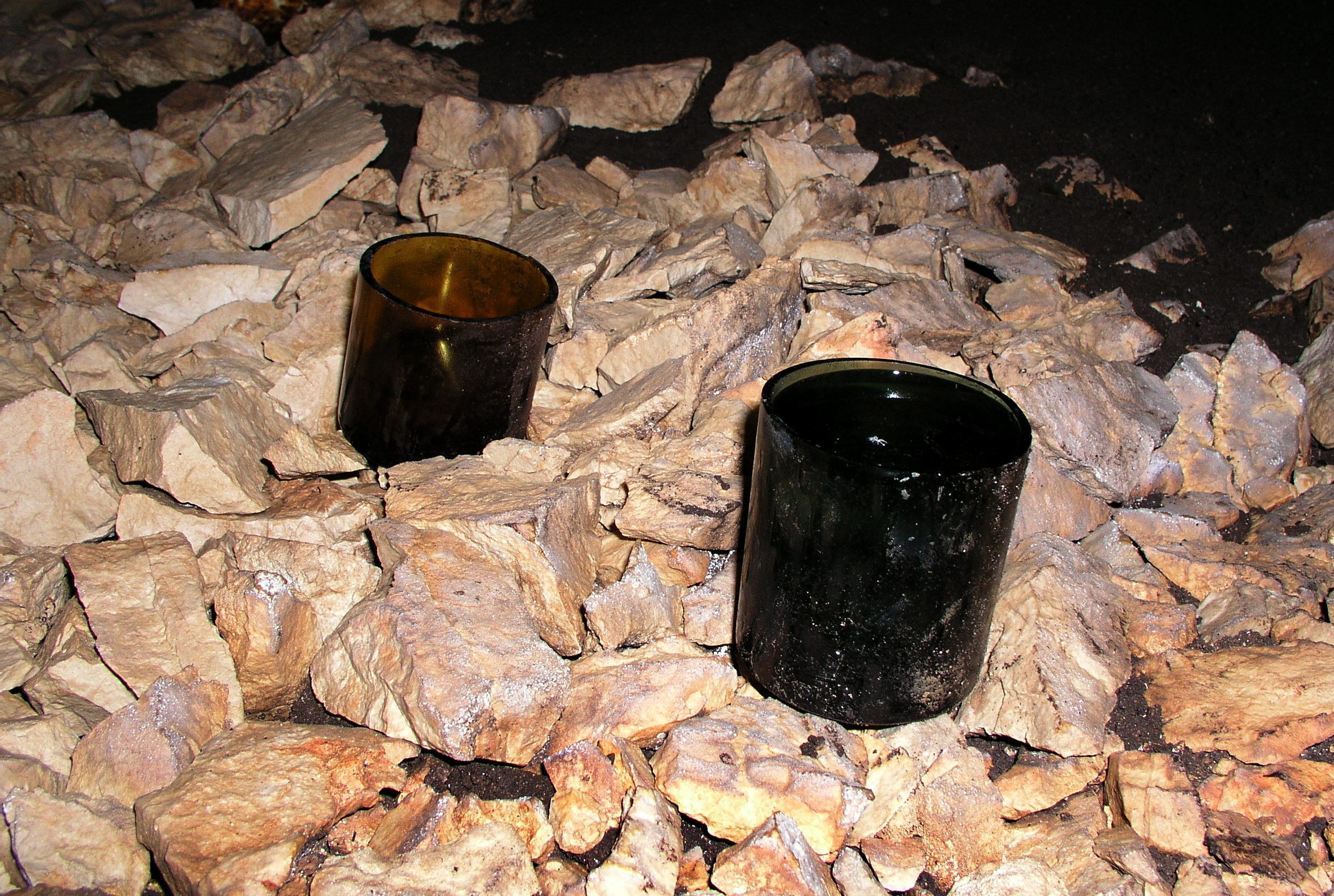
Pièges à insectes (fonds de bouteilles sciées) découverts dans le gouffre de la Grenade.
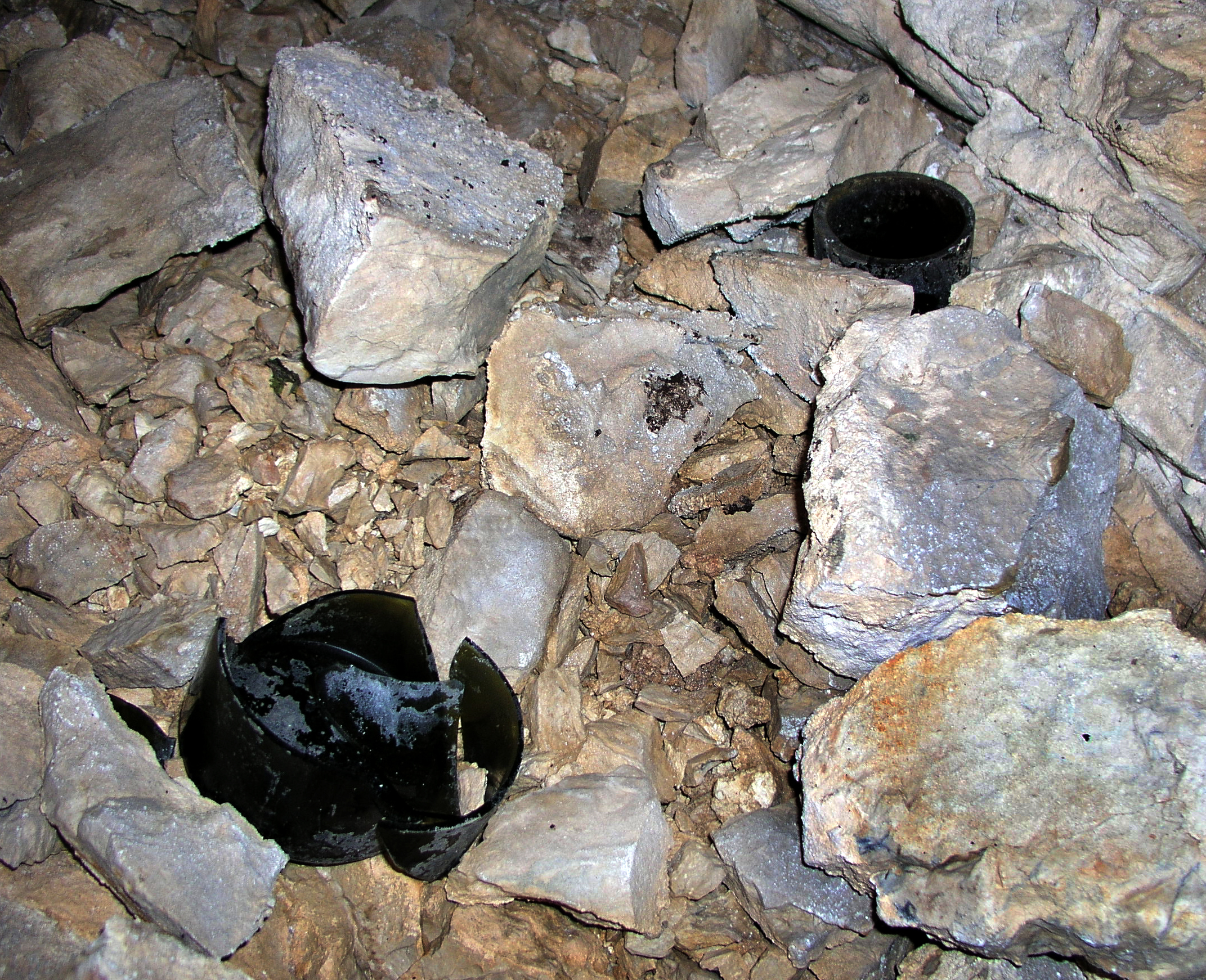
Pièges laissés par le Professeur Absolon dans le gouffre de la Grenade.

Une cavité se révèle particulièrement riche : la grotte de Vilina (Vilina Pecina ou "grotte des sorcières"). Dans sa Biospeleogica balcanica qui comporte quelque 2000 cavités, Absalon cite une grotte (n° 628) appelée « Insurgentenholhe u Napode » qui correspond à « Vilina pecina na Podima » ; un grand nombre de spécimens décrit pour la première fois sortiront de cette cavité. Des pièges à insectes assez rudimentaires (boîtes de conserve, verres) découverts dans la grotte de Vilina attestent d'un fréquentation assidue par le Professeur tchèque (rapport de l'expédition Orjen 2004 du Groupe spéléologique Minos, Paris).

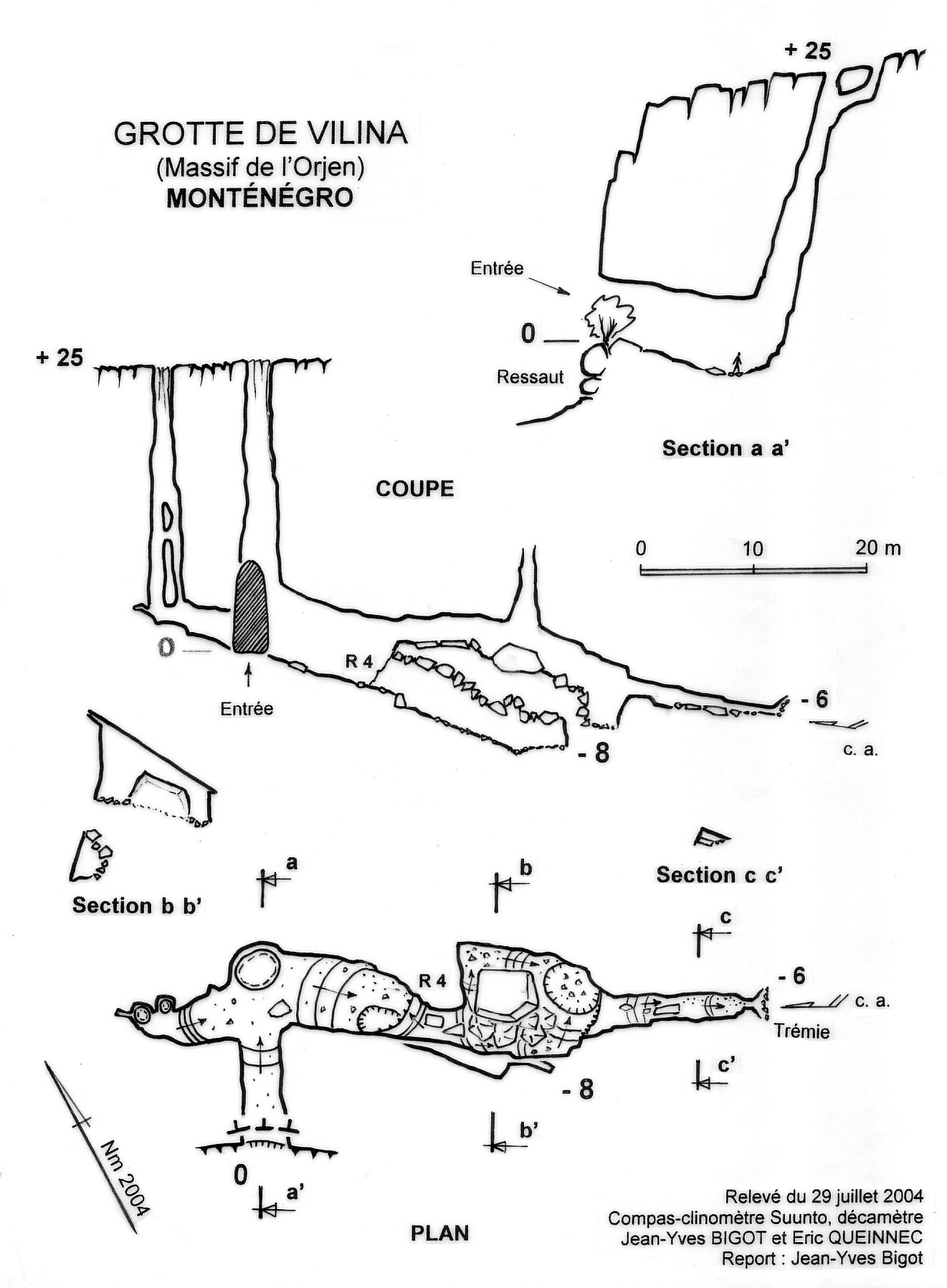
Topographie de la grotte de Vilina.
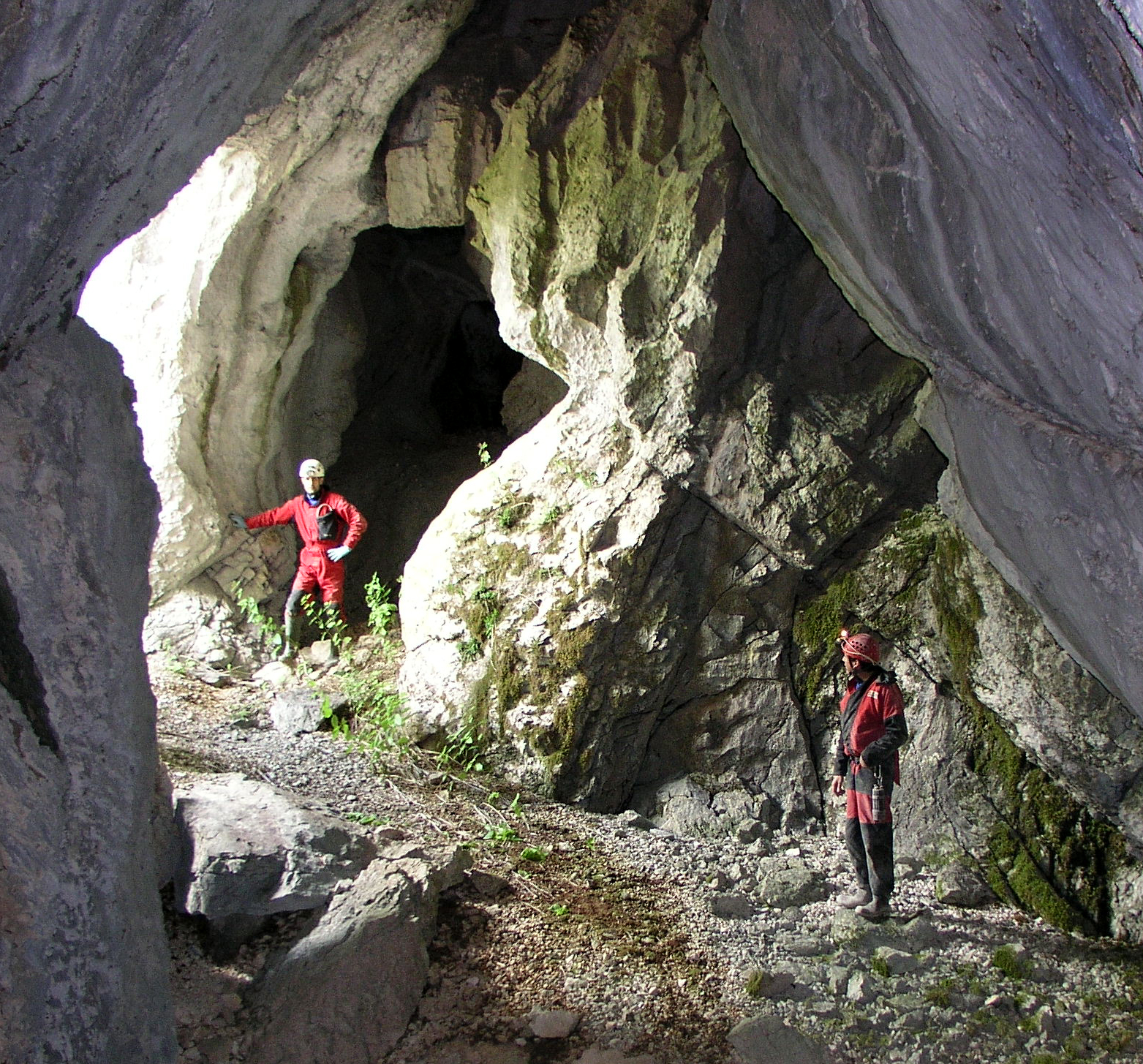
Entrée de la grotte de Vilina (Vilina Pecina).
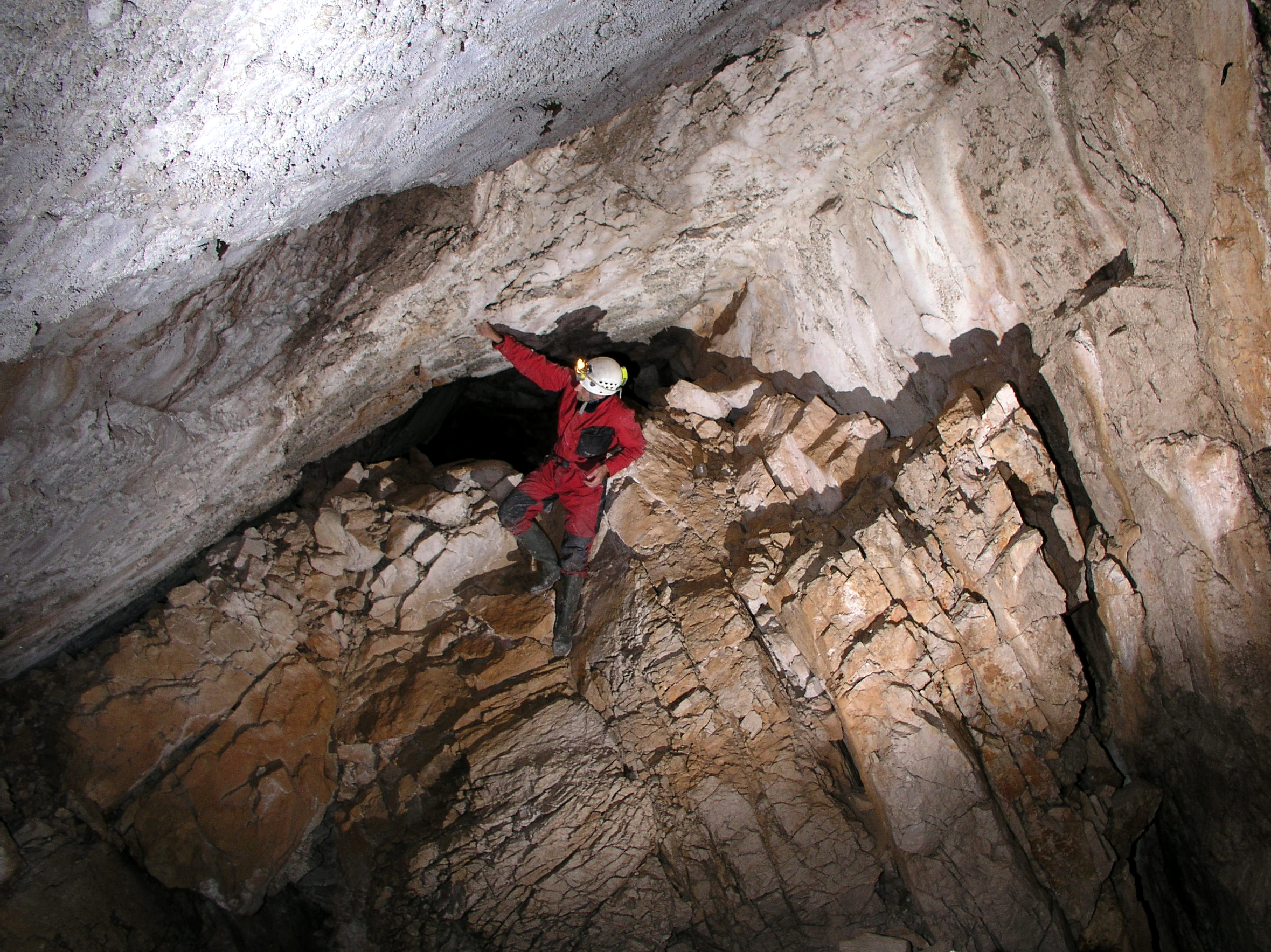
Intérieur de la grotte de Vilina (Vilina Pecina).
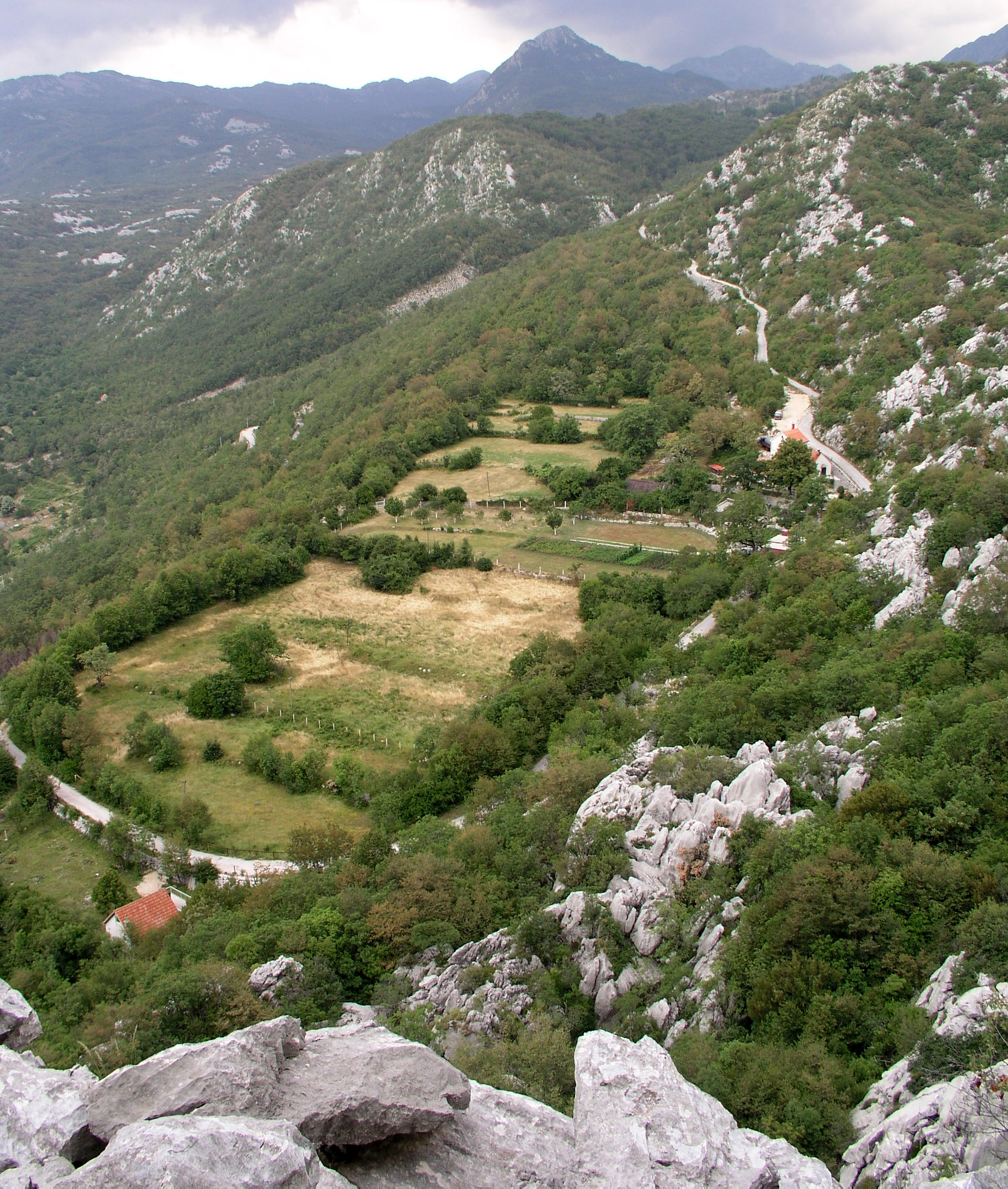
Le village de Na Pode, Krivosié, où s'ouvre la grotte de Vilina.

## Le préhistorien
À partir de 1916, Karel Absolon se consacre à la paléontologie et à la préhistoire. En 1925, ses recherches archéologiques à Dolní Věstonice l'amènent à découvrir la célèbre Vénus de Věstonice. De 1925 à 1930, il fouille également le site magdalénien de la grotte de Pekárna dans le Karst morave.
Une grande partie des objets découverts a été détruite en avril 1945 lors de l'incendie du château de Nikolsburg (Mikulov, République tchèque).

## Divers
L'écrivain Václav Erben l'a immortalisé dans l'un de ses romans "Captain Exner" en tant que professeur Aboldon.